# Superliga de Grecia 2021-22
La temporada 2021-22 fue la edición número 85 de la Superliga de Grecia. La misma comenzó el 11 de septiembre de 2021 y terminó el 17 de mayo de 2022. Olympiakos fue el campeón del torneo.

## Ascensos y descensos
AEL descendió tras quedar último en la temporada 2020-21. Ionikos F. C. ascendió tras coronarse campeón de la Segunda División 2020-21.
| Pos. | Descendidos de la Superliga de Grecia 2020-21 |
| ---- | --------------------------------------------- |
| 14.º | AEL                                           |

| Pos. | Ascendido de la Segunda Superliga de Grecia 2020-21 |
| ---- | --------------------------------------------------- |
| 1.º  | Ionikos F. C.                                       |

## Formato
Los 14 equipos participantes jugaron entre sí todos contra todos a dos ruedas, totalizando 26 partidos cada uno. Al término de la fecha 26, los seis primeros clasificados disputaron la Ronda campeonato, mientras que los ocho restantes pasaron a jugar la Ronda por la permanencia. Los puntos obtenidos hasta la última fecha de la fase regular fueron transferidos a la segunda fase, respectivamente a la zona en que se encontraba cada club.

## Información de los equipos
A continuación se muestra la lista de clubes que compitieron en la Superliga 2021-22, con su respectiva ubicación y estadio.
| Equipo            | Ciudad       | Estadio                  | Capacidad |
| ----------------- | ------------ | ------------------------ | --------- |
| AEK Atenas        | Atenas       | Olímpico de Atenas       | 69 618    |
| Apollon Smyrnis   | Atenas       | Georgios Kamaras         | 14 200    |
| Aris Thessaloniki | Thessaloniki | Kleanthis Vikelidis      | 22 800    |
| Asteras Tripoli   | Trípoli      | Theodoros Kolokotronis   | 7442      |
| Atromitos         | Peristeri    | Peristeri                | 9050      |
| Lamia             | Lamía        | Municipal de Lamia       | 5500      |
| OFI               | Heraklion    | Theodoros Vardinogiannis | 9088      |
| Olympiakos        | Piraeus      | Georgios Karaiskakis     | 32 115    |
| Panathinaikos     | Atenas       | Apostolos Nikolaidis     | 16 620    |
| Panetolikos       | Agrinio      | Panetolikos              | 7321      |
| PAOK Salónica     | Thessaloniki | La Tumba                 | 28 703    |
| PAS Giannina      | Ioannina     | Zosimades                | 7652      |
| Volos             | Volos        | Panthessaliko            | 22 700    |

## Temporada regular

### Tabla de posiciones
| Pos. | Equipo          | Pts. | PJ | G  | E  | P  | GF | GC | Dif. | Clasificación            |
| ---- | --------------- | ---- | -- | -- | -- | -- | -- | -- | ---- | ------------------------ |
| 1    | Olympiakos      | 65   | 26 | 20 | 5  | 1  | 47 | 14 | +33  | Ronda por el campeonato  |
| 2    | PAOK Salónica   | 53   | 26 | 16 | 5  | 5  | 50 | 24 | +26  | Ronda por el campeonato  |
| 3    | AEK Atenas      | 46   | 26 | 14 | 4  | 8  | 42 | 28 | +14  | Ronda por el campeonato  |
| 4    | Aris Salónica   | 45   | 26 | 13 | 6  | 7  | 28 | 21 | +7   | Ronda por el campeonato  |
| 5    | Panathinaikos   | 42   | 26 | 13 | 3  | 10 | 41 | 21 | +20  | Ronda por el campeonato  |
| 6    | PAS Giannina    | 40   | 26 | 11 | 7  | 8  | 28 | 24 | +4   | Ronda por el campeonato  |
| 7    | OFI Creta       | 37   | 26 | 9  | 10 | 7  | 33 | 32 | +1   | Ronda por la permanencia |
| 8    | Asteras Trípoli | 35   | 26 | 10 | 5  | 11 | 27 | 29 | −2   | Ronda por la permanencia |
| 9    | Panetolikos     | 32   | 26 | 9  | 5  | 12 | 27 | 39 | −12  | Ronda por la permanencia |
| 10   | Volos           | 30   | 26 | 8  | 6  | 12 | 35 | 42 | −7   | Ronda por la permanencia |
| 11   | Ionikós         | 26   | 26 | 6  | 8  | 12 | 26 | 34 | −8   | Ronda por la permanencia |
| 12   | Atromitos       | 23   | 26 | 6  | 5  | 15 | 27 | 47 | −20  | Ronda por la permanencia |
| 13   | Lamia           | 18   | 26 | 4  | 6  | 16 | 19 | 37 | −18  | Ronda por la permanencia |
| 14   | Apollon Smyrnis | 13   | 26 | 2  | 7  | 17 | 9  | 47 | −38  | Ronda por la permanencia |

 Fuente: Superleague Greece
Criterios de clasificación: 1) Puntos 2) Puntos en partidos directos 3) Gol diferencia en partidos directos 4) Goles anotados 5) Goles en contra.

### Resultados
| Local \ Visitante | AEK | APS | ARS | AST | ATR | ION | LAM | OFI | OLY | PNA | PNE | PAK | PAS | VOL |
| ----------------- | --- | --- | --- | --- | --- | --- | --- | --- | --- | --- | --- | --- | --- | --- |
| AEK Atenas        |     | 3–0 | 2–1 | 2–1 | 3–0 | 3–0 | 1–0 | 1–2 | 2–3 | 1–0 | 1–2 | 1–1 | 2–0 | 1–2 |
| Apollon Smyrnis   | 2–2 |     | 0–0 | 0–1 | 0–2 | 0–0 | 0–0 | 0–3 | 0–0 | 0–3 | 0–0 | 0–2 | 1–0 | 1–3 |
| Aris Salónica     | 2–1 | 0–0 |     | 1–0 | 3–0 | 1–0 | 0–0 | 0–0 | 2–1 | 1–0 | 5–1 | 0–0 | 0–5 | 0–2 |
| Asteras Trípoli   | 0–0 | 1–0 | 0–2 |     | 6–2 | 2–3 | 0–1 | 1–0 | 0–2 | 2–1 | 1–0 | 0–1 | 2–0 | 1–0 |
| Atromitos         | 0–2 | 4–1 | 1–3 | 2–0 |     | 0–2 | 3–1 | 2–2 | 0–3 | 0–2 | 1–2 | 2–0 | 1–1 | 2–1 |
| Ionikos           | 0–1 | 4–0 | 1–0 | 1–1 | 2–1 |     | 1–2 | 0–0 | 0–3 | 0–1 | 1–2 | 3–2 | 0–0 | 1–1 |
| Lamia             | 0–2 | 1–2 | 0–1 | 0–2 | 2–2 | 2–1 |     | 2–1 | 1–2 | 1–3 | 2–2 | 0–2 | 0–1 | 2–2 |
| OFI               | 3–3 | 2–0 | 1–1 | 0–0 | 2–0 | 2–1 | 0–0 |     | 1–3 | 3–2 | 2–4 | 1–3 | 1–1 | 2–1 |
| Olympiakos        | 1–0 | 4–1 | 1–0 | 5–1 | 0–0 | 1–0 | 1–0 | 2–0 |     | 0–0 | 3–1 | 2–1 | 2–0 | 2–1 |
| Panathinaikos     | 3–0 | 4–0 | 2–0 | 0–1 | 2–0 | 4–1 | 2–0 | 0–0 | 0–0 |     | 2–0 | 1–3 | 2–0 | 5–1 |
| Panetolikos       | 1–3 | 1–0 | 0–2 | 0–0 | 2–1 | 2–2 | 1–0 | 1–2 | 1–2 | 1–0 |     | 1–2 | 0–1 | 0–0 |
| PAOK              | 2–0 | 4–1 | 0–1 | 3–2 | 1–0 | 1–1 | 2–1 | 3–0 | 1–1 | 2–1 | 2–0 |     | 0–1 | 4–4 |
| PAS Giannina      | 1–2 | 2–0 | 2–0 | 1–1 | 1–1 | 1–0 | 1–0 | 1–1 | 1–2 | 1–0 | 3–0 | 0–4 |     | 3–2 |
| Volos             | 1–3 | 1–0 | 1–2 | 2–1 | 3–0 | 1–1 | 2–1 | 0–2 | 0–1 | 3–1 | 1–2 | 0–4 | 0–0 |     |

## Grupo Campeonato

### Tabla de posiciones
Los clubes comenzaron esta fase con el mismo número de puntos que obtuvieron en la Temporada regular.
| Pos. | Equipo         | Pts. | PJ | G  | E  | P  | GF | GC | Dif. | Clasificación 2022–23                       |
| ---- | -------------- | ---- | -- | -- | -- | -- | -- | -- | ---- | ------------------------------------------- |
| 1    | Olympiakos (C) | 83   | 36 | 25 | 8  | 3  | 62 | 26 | +36  | Segunda ronda de la Liga de Campeones       |
| 2    | PAOK Salónica  | 64   | 36 | 19 | 7  | 10 | 58 | 33 | +25  | Segunda ronda de la Liga Europa Conferencia |
| 3    | Aris Salónica  | 62   | 36 | 18 | 8  | 10 | 39 | 28 | +11  | Segunda ronda de la Liga Europa Conferencia |
| 4    | Panathinaikos  | 61   | 36 | 18 | 7  | 11 | 52 | 26 | +26  | Tercera ronda de la Liga Europa Conferencia |
| 5    | AEK Atenas     | 56   | 36 | 16 | 8  | 12 | 56 | 42 | +14  |                                             |
| 6    | PAS Giannina   | 46   | 36 | 12 | 10 | 14 | 34 | 42 | −8   |                                             |

 Fuente: Superleague Greece
Notas:
1. ↑  Campeón de la Copa de Grecia 2021-22, clasificado a la tercera ronda de la Liga Europa Conferencia.

### Resultados
| Local \ Visitante | AEK | ARS | PAS | OLY | PNA | PAK |
| ----------------- | --- | --- | --- | --- | --- | --- |
| AEK Atenas        |     | 1–2 | 3–0 | 2–3 | 0–0 | 0–1 |
| Aris Salónica     | 3–2 |     | 0–0 | 0–1 | 0–0 | 1–0 |
| PAS Giannina      | 2–3 | 0–3 |     | 1–1 | 0–0 | 1–0 |
| Olympiakos        | 1–1 | 2–1 | 3–2 |     | 1–2 | 1–1 |
| Panathinaikos     | 1–1 | 1–0 | 4–0 | 1–0 |     | 2–1 |
| PAOK              | 1–1 | 0–1 | 1–0 | 1–2 | 2–0 |     |

## Grupo Descenso

### Tabla de posiciones
Los clubes comenzaron esta fase con el mismo número de puntos que obtuvieron en la Temporada regular.
| Pos. | Equipo              | Pts. | PJ | G  | E  | P  | GF | GC | Dif. | Clasificación 2022–23        |
| ---- | ------------------- | ---- | -- | -- | -- | -- | -- | -- | ---- | ---------------------------- |
| 1    | Ionikós             | 45   | 33 | 12 | 9  | 12 | 44 | 42 | +2   |                              |
| 2    | OFI                 | 44   | 33 | 11 | 11 | 11 | 40 | 45 | −5   |                              |
| 3    | Asteras Trípoli     | 41   | 33 | 11 | 8  | 14 | 33 | 37 | −4   |                              |
| 4    | Volos               | 40   | 33 | 10 | 10 | 13 | 47 | 48 | −1   |                              |
| 5    | Panetolikos         | 37   | 33 | 10 | 7  | 16 | 32 | 48 | −16  |                              |
| 6    | Atromitos           | 33   | 33 | 8  | 9  | 16 | 33 | 52 | −19  |                              |
| 7    | Lamia               | 26   | 33 | 6  | 8  | 19 | 24 | 44 | −20  | Promoción por la permanencia |
| 8    | Apollon Smyrnis (D) | 22   | 33 | 4  | 10 | 19 | 16 | 57 | −41  | Descenso de categoría        |

 Fuente: Superleague Greece

### Resultados
| Local \ Visitante | APS | AST | ATR | ION | LAM | PNE | OFI | VOL |
| ----------------- | --- | --- | --- | --- | --- | --- | --- | --- |
| Apollon Smyrnis   |     |     |     |     | 0–0 | 1–0 |     | 1–1 |
| Asteras Trípoli   | 2–2 |     | 0–0 | 2–3 | 0–2 |     |     |     |
| Atromitos         | 1–0 |     |     | 0–1 |     |     | 1–1 |     |
| Ionikos           | 5–1 |     |     |     |     | 3–1 |     | 2–2 |
| Lamia             |     |     | 0–0 | 0–1 |     |     | 1–2 |     |
| Panetolikos       |     | 0–0 | 2–3 |     | 1–2 |     |     | 0–0 |
| OFI               | 1–2 | 1–0 |     | 2–3 |     | 0–1 |     |     |
| Volos             |     | 0–2 | 1–1 |     | 3–0 |     | 5–0 |     |

## Play-off por la permanencia
El penúltimo del Grupo Descenso, Lamia, enfrentó en partidos de ida y vuelta al subcampeón de la Segunda Superliga, Veria.
- Los horarios corresponden al horario de verano de Europa oriental (UTC+3).

| Ida; 11 de junio de 2022 | Veria     | 1 – 2   | Lamia                        | Estadio Municipal, Veria   |                            |
| 20:00                    | Pasas 78' | Reporte | - Bejarano 7' - Manousos 82' | Árbitro(s): Aghayev Aliyev | Árbitro(s): Aghayev Aliyev |

| Vuelta; 18 de junio de 2022 | Lamia        | 1 – 1 (Global 3 – 2) | Veria           | Estadio Municipal, Lamía |                          |
| 20:00                       | Bejarano 78' | Reporte              | Giakoumakis 28' | Árbitro(s): Tamás Bognár | Árbitro(s): Tamás Bognár |